# Гасанов Джабраїл Ільхам-огли
Гаса́нов Джабраїл Ільхам-огли (азерб. Həsənov Cəbrayıl İlham oğlu, 24 лютого 1990, село Супарібаг, Астаринський район, Азербайджан) — азербайджанський борець вільного стилю, дворазовий бронзовий, триразовий срібний призер та триразовий чемпіон Європи, дворазовий срібний та дворазовий бронзовий призер чемпіонатів світу, бронзовий призер Європейських ігор, дворазовий срібний та дворазовий бронзовий призер Кубків світу, срібний призер Універсіади, бронзовий призер Олімпійських ігор.

## Біографія
Боротьбою почав займатися з 2000 року. Чемпіон Європи 2007 року серед кадетів. Чемпіон світу 2009 року серед юніорів.
Виступає за борцівський клуб «Зеніт», Баку.

## Спортивні результати на міжнародних змаганнях

### Виступи на Олімпіадах
| Змагання                    | Збірна      | Вагова категорія          | Місце  |
| --------------------------- | ----------- | ------------------------- | ------ |
| Літні Олімпійські ігри 2012 | Азербайджан | вільна боротьба, до 66 кг | 5      |
| Літні Олімпійські ігри 2016 | Азербайджан | вільна боротьба, до 74 кг | Бронза |

### Виступи на Чемпіонатах світу
| Змагання                        | Збірна      | Вагова категорія          | Місце  |
| ------------------------------- | ----------- | ------------------------- | ------ |
| Чемпіонат світу з боротьби 2009 | Азербайджан | вільна боротьба, до 66 кг | 7      |
| Чемпіонат світу з боротьби 2010 | Азербайджан | вільна боротьба, до 66 кг | Бронза |
| Чемпіонат світу з боротьби 2011 | Азербайджан | вільна боротьба, до 66 кг | Бронза |
| Чемпіонат світу з боротьби 2013 | Азербайджан | вільна боротьба, до 74 кг | 8      |
| Чемпіонат світу з боротьби 2015 | Азербайджан | вільна боротьба, до 74 кг | 21     |
| Чемпіонат світу з боротьби 2017 | Азербайджан | вільна боротьба, до 74 кг | 5      |
| Чемпіонат світу з боротьби 2018 | Азербайджан | вільна боротьба, до 79 кг | Срібло |
| Чемпіонат світу з боротьби 2019 | Азербайджан | вільна боротьба, до 79 кг | Срібло |

### Виступи на Чемпіонатах Європи
| Змагання                         | Збірна      | Вагова категорія          | Місце  |
| -------------------------------- | ----------- | ------------------------- | ------ |
| Чемпіонат Європи з боротьби 2009 | Азербайджан | вільна боротьба, до 66 кг | Срібло |
| Чемпіонат Європи з боротьби 2010 | Азербайджан | вільна боротьба, до 66 кг | Золото |
| Чемпіонат Європи з боротьби 2011 | Азербайджан | вільна боротьба, до 66 кг | Золото |
| Чемпіонат Європи з боротьби 2014 | Азербайджан | вільна боротьба, до 74 кг | Срібло |
| Чемпіонат Європи з боротьби 2016 | Азербайджан | вільна боротьба, до 74 кг | Срібло |
| Чемпіонат Європи з боротьби 2018 | Азербайджан | вільна боротьба, до 79 кг | Бронза |
| Чемпіонат Європи з боротьби 2019 | Азербайджан | вільна боротьба, до 79 кг | Золото |
| Чемпіонат Європи з боротьби 2020 | Азербайджан | вільна боротьба, до 79 кг | Бронза |

### Виступи на Європейських іграх
| Змагання              | Збірна      | Вагова категорія          | Місце  |
| --------------------- | ----------- | ------------------------- | ------ |
| Європейські ігри 2015 | Азербайджан | вільна боротьба, до 74 кг | Бронза |

### Виступи на Кубках світу
| Змагання                    | Збірна      | Вагова категорія          | Місце  |
| --------------------------- | ----------- | ------------------------- | ------ |
| Кубок світу з боротьби 2009 | Азербайджан | вільна боротьба, до 66 кг | 8      |
| Кубок світу з боротьби 2012 | Азербайджан | вільна боротьба, до 66 кг | Срібло |
| Кубок світу з боротьби 2015 | Азербайджан | вільна боротьба, до 74 кг | Бронза |
| Кубок світу з боротьби 2017 | Азербайджан | вільна боротьба, до 74 кг | Бронза |
| Кубок світу з боротьби 2018 | Азербайджан | команда                   | Срібло |

### Виступи на Універсіадах
| Змагання               | Збірна      | Вагова категорія          | Місце  |
| ---------------------- | ----------- | ------------------------- | ------ |
| Літня Універсіада 2013 | Азербайджан | вільна боротьба, до 74 кг | Срібло |

### Виступи на інших змаганнях
| Змагання                                                       | Збірна      | Вагова категорія          | Місце  |
| -------------------------------------------------------------- | ----------- | ------------------------- | ------ |
| Золотий Гран-прі з боротьби 2008                               | Азербайджан | вільна боротьба, до 66 кг | 9      |
| Золотий Гран-прі з боротьби 2010 (Баку)                        | Азербайджан | вільна боротьба, до 66 кг | Золото |
| Турнір Дана Колова — Николи Петрова 2011                       | Азербайджан | вільна боротьба, до 66 кг | 10     |
| Золотий Гран-прі з боротьби 2011 (Баку)                        | Азербайджан | вільна боротьба, до 66 кг | Золото |
| Тестовий турнір FILA 2011                                      | Азербайджан | вільна боротьба, до 66 кг | Бронза |
| Турнір Яшара Догу 2012                                         | Азербайджан | вільна боротьба, до 66 кг | 27     |
| Турнір Яшара Догу 2012                                         | Азербайджан | вільна боротьба, до 66 кг | Бронза |
| Турнір Алі Алієва 2013                                         | Азербайджан | вільна боротьба, до 74 кг | 25     |
| Меморіал Вацлава Циолковського 2013                            | Азербайджан | вільна боротьба, до 74 кг | Бронза |
| Інтерконтінентальний кубок з боротьби 2013                     | Азербайджан | вільна боротьба, до 74 кг | Срібло |
| Золотий Гран-прі з боротьби 2013 (Баку)                        | Азербайджан | вільна боротьба, до 74 кг | Бронза |
| Турнір Дана Колова — Николи Петрова 2014                       | Азербайджан | вільна боротьба, до 74 кг | Бронза |
| Гран-прі Німеччини з боротьби 2014                             | Азербайджан | вільна боротьба, до 74 кг | Золото |
| Золотий Гран-прі з боротьби 2014 (Баку)                        | Азербайджан | вільна боротьба, до 74 кг | Золото |
| Кубок Рамзана Кадирова 2014                                    | Азербайджан | вільна боротьба, до 74 кг | Бронза |
| Гран-прі Парижа з боротьби 2015                                | Азербайджан | вільна боротьба, до 74 кг | 11     |
| Турнір Олександра Медведя 2015                                 | Азербайджан | вільна боротьба, до 74 кг | 7      |
| Золотий Гран-прі з боротьби 2015                               | Азербайджан | вільна боротьба, до 74 кг | Золото |
| Турнір Яшара Догу 2016                                         | Азербайджан | вільна боротьба, до 74 кг | 12     |
| Олімпійський кваліфікаційний турнір з боротьби 2016 (Зренянин) | Азербайджан | вільна боротьба, до 74 кг | Золото |
| Золотий Гран-прі з боротьби 2016                               | Азербайджан | вільна боротьба, до 74 кг | Золото |
| Pro Wrestling League 2017                                      | Азербайджан | команда                   | Бронза |
| Ігри ісламської солідарності 2017                              | Азербайджан | вільна боротьба, до 74 кг | 7      |
| Київський Міжнародний турнір з боротьби 2018                   | Азербайджан | вільна боротьба, до 79 кг | Срібло |
| Турнір Яшара Догу 2018                                         | Азербайджан | вільна боротьба, до 79 кг | Бронза |
| Кубок Тахті 2019                                               | Азербайджан | вільна боротьба, до 79 кг | Срібло |
| Клубний чемпіонат світу з боротьби 2019                        | Азербайджан | команда                   | Золото |
| Турнір Яшара Догу 2020                                         | Азербайджан | вільна боротьба, до 86 кг | 5      |

### Виступи на змаганнях молодших вікових груп
| Змагання                                       | Збірна      | Вагова категорія          | Місце  |
| ---------------------------------------------- | ----------- | ------------------------- | ------ |
| Чемпіонат Європи з боротьби серед юніорів 2006 | Азербайджан | вільна боротьба, до 55 кг | Бронза |
| Чемпіонат Європи з боротьби серед юніорів 2007 | Азербайджан | вільна боротьба, до 60 кг | 11     |
| Чемпіонат світу з боротьби серед юніорів 2007  | Азербайджан | вільна боротьба, до 60 кг | Бронза |
| Чемпіонат Європи з боротьби серед юніорів 2008 | Азербайджан | вільна боротьба, до 66 кг | Бронза |
| Чемпіонат світу з боротьби серед юніорів 2008  | Азербайджан | вільна боротьба, до 66 кг | Срібло |
| Чемпіонат світу з боротьби серед юніорів 2009  | Азербайджан | вільна боротьба, до 66 кг | Золото |
| Чемпіонат Європи з боротьби серед кадетів 2005 | Азербайджан | вільна боротьба, до 46 кг | Бронза |
| Чемпіонат Європи з боротьби серед кадетів 2007 | Азербайджан | вільна боротьба, до 63 кг | Золото |